# Petriccio
Petriccio (talvolta Pietriccio) è un quartiere della città di Siena, in Toscana.

## Storia
La località del Petriccio, o anche Pietriccio, prende il nome da un ruscello che scivola lungo un declivio a nord del centro storico di Siena. In età medievale, questa località era conosciuta per le cave di "pietra da torre", un tipo di calcare cavernoso che veniva estratto in alcune zone della Montagnola Senese. Si ritiene che le cave di Petriccio, insieme a quelle di Montalbuccio, fornirono la maggior quantità di calcare impiegato da Siena per la costruzione degli edifici e monumenti della città in epoca medievale.

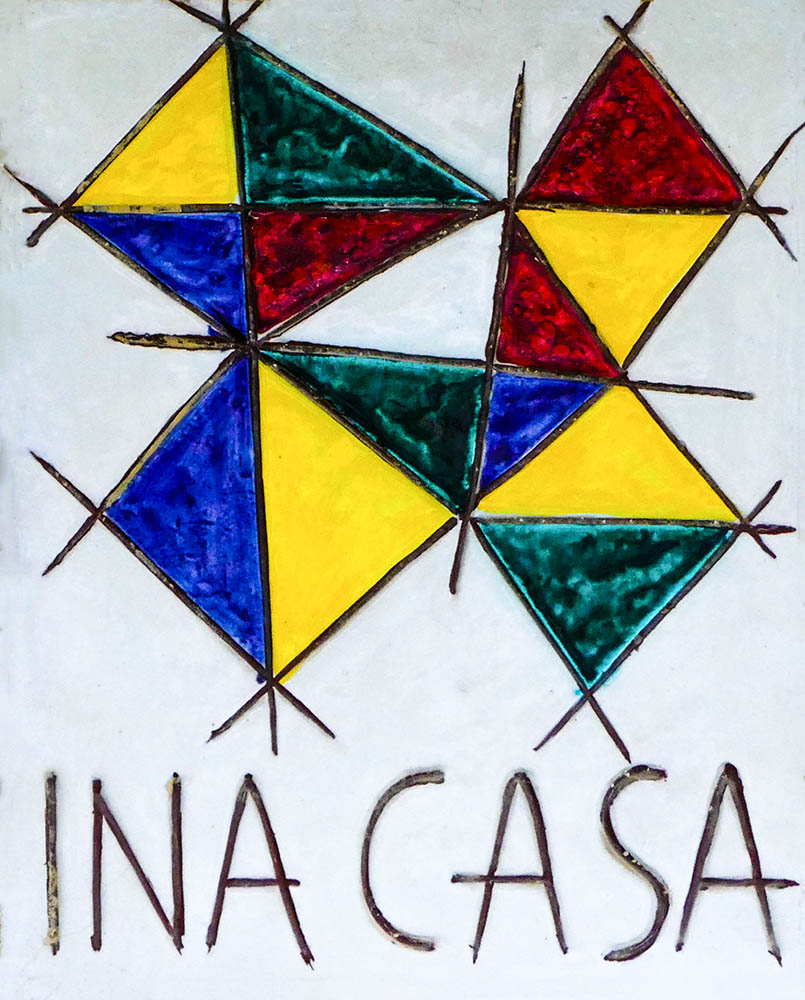
Formella di Guerrino Tramonti per le case del piano nazionale INA-Casa, foto di Mauro Tozzi

La località fu compresa nelle Masse di Siena, ma rimase a carattere rurale e agricolo fino alla metà del XX secolo, quando la città iniziò a espandersi in seguito al piano regolatore generale di Luigi Piccinato del 1956. Nascono così a Siena le cosiddette «periferie di seconda generazione», ovvero quei quartieri (Petriccio, Marciano, Scacciapensieri, Vico Alto) progettati nei quadranti nord e nord-est della città e pensati come borghi autonomi e centri di aggregazione sociale. Il Petriccio fu il primo a nascere lontano dalle mura storiche della città, inserito nel piano nazionale INA-Casa ed inaugurato il 4 luglio 1961 dal ministro Amintore Fanfani.
Il quartiere, alle cui vie furono assegnati i nomi dei pittori senesi medievali e rinascimentali, venne contrassegnato agli ingressi degli edifici con le formelle targate INA-Casa e realizzate da vari artisti, tra i quali Guerrino Tramonti e Pietro De Laurentiis. Sara Bardini ne ripercorre la storia fin dall'individuazione dell'area su cui fu costruito nucleo, aggiungendovi le testimonianze dei primi abitanti, estratti dei giornali d'epoca, documenti ufficiali, volantini del circolo ARCI e le immagini di Ferruccio Malandrini, Marco Muzzi e Mauro Tozzi.
Il quartiere conobbe una forte urbanizzazione tra gli anni sessanta e gli anni ottanta, nell'area sottostante il centro ricerche Sclavo dell'Istituto vaccinogeno sieroterapico toscano, e anche a causa di questo interessato da un boom demografico data la necessità di alloggio di numerosi lavoratori. 
Il piano di edilizia economica popolare (PEEP) ha continuato a espandersi con la costruzione di nuove aree residenziali (Uncinello, Le Terrazze) e singoli interventi di saturazione edilizia, tra i quali si ricordano gli alloggi sociali progettati dagli architetti Mario Rodolfo Terrosi (1992-1996) e Riccardo Roda (2004-2008).

## Monumenti e luoghi d'interesse

### Architetture religiose

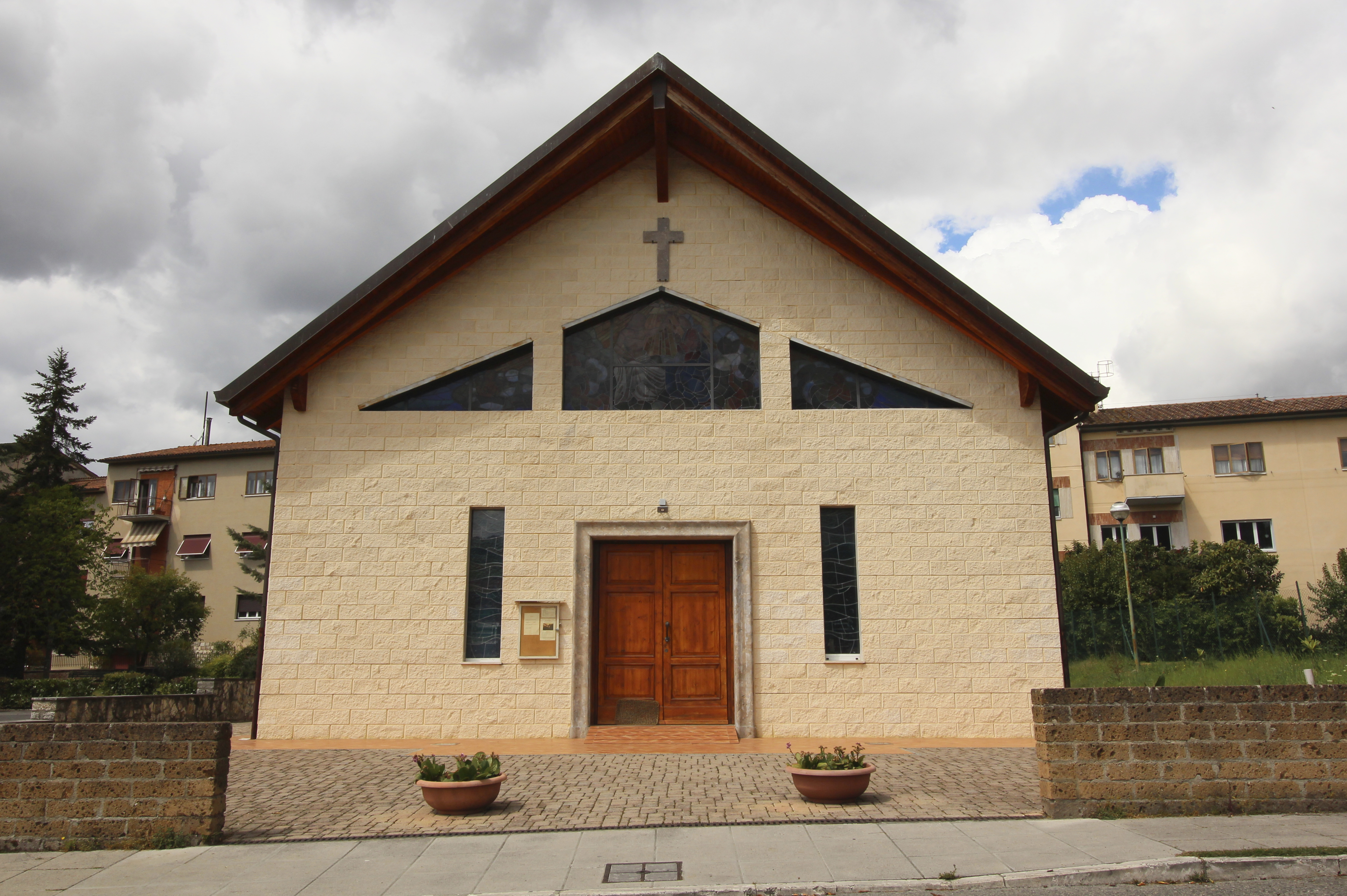
La chiesa di Santa Maria Regina

Chiesa di San Bernardo Tolomei
La chiesa di San Bernardo Tolomei è la chiesa parrocchiale del quartiere, situata al limite nord del quartiere presso l'Uncinello. La parrocchia fu istituita dall'arcivescovo Mario Jsmaele Castellano nel 1962 e posta inizialmente sotto la cura dell'abbazia di Monte Oliveto. La chiesa venne realizzata a partire dal 1966. Nel 2009, in seguito alla canonizzazione del beato Bernardo Tolomei, la chiesa ha aggiornato la dedicazione con cerimonia solenne celebrata il 26 aprile 2009. La chiesa, insieme all'intero complesso parrocchiale, presenta una struttura in calcestruzzo armato e laterizi, con travi e pilastri a vista, e una copertura piana, ancora in calcestruzzo. La chiesa, su base trapezoidale e ad aula unica, si estende lungo un pendio tra due strade che permette il raggiungimento di "quota zero" nella parte posteriore.
Chiesa di Santa Maria Regina
Situata vicino alla piazza centrale di Petriccio, la chiesa di Santa Maria Regina è un edificio religioso sussidiario della parrocchia di San Bernardo Tolomei, costruita pochi anni dopo la chiesa parrocchiale. L'edificio presenta una facciata a capanna, interamente rivestita in pietra: sulla fascia inferiore, si trovano il portale d'accesso rettangolare e due tagli verticali disposti simmetricamente ai lati; sulla fascia superiore, si trovano invece tre finestre triangolari, sovrastate da un crocifisso. La copertura è a capanna in legno lamellare. L'interno, a base trapezoidale ad aula unica, presenta il presbiterio rialzato.

### Architetture civili
Centro ricerche GSK Vaccines
Il centro ricerche venne costruito dall'Istituto sieroterapico e vaccinogeno toscano (ISVT) "Sclavo" tra il 1967 e il 1973, all'interno di un'area scientifica di propria proprietà che stava andando a configurarsi come "cittadella della scienza". L'intero complesso subì ampliamenti e rinnovamenti negli anni successivi. Nel 1998 la Sclavo venne acquisita dalla Chiron Corporation. Dal 2015 è proprietà dalla casa farmaceutica britannica GlaxoSmithKline (GSK).
Villa del Petriccio
La villa del Petriccio, o villa Carlo Corazzesi, è una residenza padronale situata poco fuori dall'abitato, lungo la strada di Petriccio e Belriguardo. La villa, a pianta rettangolare e sviluppata su tre piani fuori terra, risale alla fine del XVIII secolo e conserva ancora elementi originari di pregio, quali l'antico cortile con muro di cinta, il cancello d'ingresso e soprattutto un monumentale arco posizionato trasversalmente alla strada d'accesso.
Ninfeo di villa Bargagli Petrucci
La villa Bargagli Petrucci, già villa Gori, è nota per la presenza di un ninfeo con fontane risalente al 1612, anno in cui il granduca Cosimo II de' Medici dette il consenso al nobile Giulio Corti per la sua costruzione. È probabile che la vasca fosse parte della proprietà della villa di Marciano, già proprietà dei Corti prima di essere acquisita dai Gori. Nei primi del XIX secolo il ninfeo divenne proprietà del pittore Antonio di Giovanni Francesco Piccolomini Bellanti.

## Cultura

### Scuole
Nel quartiere si trovano la International School of Siena (Scuola Internazionale di Siena), inaugurata nel 2020, dopo dieci anni di residenza presso Villa Parigini a Basciano, e l'Istituto comprensivo Federigo Tozzi, entrambi situati tra la via principale (strada di Petriccio e Belriguardo) e la sede della GSK Vaccines.

## Geografia antropica

### Urbanistica
Il quartiere si sviluppa nel settore nord-ovest dell'area urbana della città di Siena, nella valle formata dal ruscello Petriccio, ed è delimitato a est dalla via Fiorentina (strada statale 2 Via Cassia) e a sud dal quartiere di Marciano. Si possono localizzare al Petriccio quattro aree principali: l'Uncinello, che sale verso la parte opposta alla città della valle, Le Terrazze, che scendono verso la parte più vecchia del quartiere, il Petriccio Alto e il Petriccio Basso (dove i nomi si riferiscono all'altitudine) dove si trova la piazza Enrico Lachi, punto principale di aggregazione. Con il tempo (specialmente all'inizio della costruzione del quartiere di San Miniato) la zona è stata "risanata" dalla situazione in cui si trovava (ospitava quasi esclusivamente alloggi popolari, senza servizi né aree verdi); sono stati realizzati molti parchi e campi sportivi (calcio e basket). Inoltre è stata costruita una piccola stazione di autobus, per poi creare più linee urbane che servissero tutto il quartiere.